# Alcsútdoboz
Alcsútdoboz é um município da Hungria, situado no condado de Fejér. Tem 50,71 km² de área e sua população em 2015 foi estimada em 1.452 habitantes.